# Mealasta
Mealasta est une île du Royaume-Uni située en Écosse.